# Andrij Sjevtsjenko
Andrij Mykolajovytsj Sjevtsjenko (Oekraïens: Андрій Миколайович Шевченко) (Dvirkivsjtsjyna, 29 september 1976) is een Oekraïens voetbaltrainer en voormalig voetballer. Hij speelde van 1994 tot en met 2012 voor Dynamo Kiev, AC Milan, Chelsea en werd in 2004 verkozen tot Europees voetballer van het jaar. Daarnaast kwam hij van 1995 tot en met 2012 uit in het Oekraïens voetbalelftal, waarvoor hij 111 interlands speelde en daarin 48 keer scoorde. Hiermee werd hij topscorer aller tijden van het nationale elftal. Op 18 mei 2022 werd Sjevtsjenko de eerste ambassadeur van het Oekraïense platform United24.

## Voetbalcarrière
Sjevtsjenko begon zijn carrière bij Dynamo Kiev, waar hij onder leiding van Valeri Lobanovsky uitgroeide tot de beste speler van het team. In 1999 vertrok hij voor circa 24 miljoen euro naar AC Milan in de Serie A en groeide er uit tot een van de belangrijkste spelers. Sjevtsjenko werd tweemaal topscorer van de Serie A, in het seizoen 1999/00 en 2003/04.
In 2003 scoorde Sjevtsjenko de winnende strafschop in de finale van de UEFA Champions League tegen Juventus. In 2005 werd zijn strafschop gestopt door Jerzy Dudek, waardoor Liverpool de beker won.
In december 2004 werd Sjevtsjenko verkozen tot Europees voetballer van het jaar. Hij werd ook opgenomen in de lijst van de 125 beste nog levende voetballers. In april 2006 scoorde hij in de UEFA Champions League-wedstrijd tegen Olympique Lyonnais zijn 56e Europese doelpunt, waarmee hij het aantal van Eusébio evenaarde en nog 6 doelpunten verwijderd was van het record van Gerd Müller. Met het doelpunt ging hij wel Raúl voorbij als topschutter aller tijden in de UEFA Champions League. In totaal scoorde hij 174 doelpunten voor AC Milan.
Sjevtsjenko voetbalde van 2006 tot 2008 bij Chelsea. Voor een bedrag van bijna 40 miljoen euro verliet hij AC Milan. Hij debuteerde in de verloren strijd om de FA Charity Shield tegen Liverpool en scoorde onmiddellijk. Zijn eerste competitietreffer volgde tegen Middlesbrough. Uiteindelijk kwam hij niettemin tot een teleurstellende 4 treffers in 30 Premier League-wedstrijden. In de UEFA Champions League reikte de Oekraïner met Chelsea tot de halve finale en was hij belangrijk voor zijn team met gelijkmakers tegen FC Porto en Valencia. In beide Engelse bekertoernooien scoorde hij driemaal en Chelsea veroverde beide prijzen. Uiteindelijk eindigde Sjevtsjenko op 14 doelpunten in 51 wedstrijden.
In zijn tweede seizoen raakte Sjevtsjenko zijn basisplaats kwijt. Hij speelde 17 wedstrijden in de Premier League en maakte hierin 5 treffers. Chelsea reikte tot de finale van de UEFA Champions League, maar verloor deze op strafschoppen van Manchester United.
Mede omdat Sjevtsjenko zijn draai niet helemaal kon vinden bij Chelsea kwam hij in het seizoen 2008/09 op huurbasis uit voor zijn oude club AC Milan. Ook deze verhuurperiode was geen succes. Sinds het seizoen 2009/10 speelde Sjevtsjenko weer bij Dynamo Kiev. Eind 2010 maakte hij bekend nog twee jaar te willen voetballen om te spelen op het Europees kampioenschap 2012 in eigen land. In het openingsduel van de Oekraïners, op maandag 11 juni 2012 in Kiev, tegen Zweden trof hij tweemaal doel, waardoor Oekraïne met 2–1 zegevierde.
Op 28 juli 2012 kondigde Sjevtsjenko aan te stoppen met voetbal om door te gaan in de politiek.

## Statistieken
| Seizoen | Club        | Land              | Competitie     | Duels | Doelp. |
| ------- | ----------- | ----------------- | -------------- | ----- | ------ |
| 1994/95 | Dynamo Kiev | Vlag van Oekraïne | Premjer Liha   | 17    | 1      |
| 1995/96 | Dynamo Kiev | Vlag van Oekraïne | Premjer Liha   | 31    | 16     |
| 1996/97 | Dynamo Kiev | Vlag van Oekraïne | Premjer Liha   | 20    | 6      |
| 1997/98 | Dynamo Kiev | Vlag van Oekraïne | Premjer Liha   | 23    | 19     |
| 1998/99 | Dynamo Kiev | Vlag van Oekraïne | Premjer Liha   | 26    | 18     |
| 1999/00 | AC Milan    | Vlag van Italië   | Serie A        | 32    | 24     |
| 2000/01 | AC Milan    | Vlag van Italië   | Serie A        | 34    | 24     |
| 2001/02 | AC Milan    | Vlag van Italië   | Serie A        | 29    | 14     |
| 2002/03 | AC Milan    | Vlag van Italië   | Serie A        | 24    | 5      |
| 2003/04 | AC Milan    | Vlag van Italië   | Serie A        | 32    | 24     |
| 2004/05 | AC Milan    | Vlag van Italië   | Serie A        | 29    | 17     |
| 2005/06 | AC Milan    | Vlag van Italië   | Serie A        | 28    | 19     |
| 2006/07 | Chelsea     | Vlag van Engeland | Premier League | 30    | 4      |
| 2007/08 | Chelsea     | Vlag van Engeland | Premier League | 17    | 5      |
| 2008/09 | → AC Milan  | Vlag van Italië   | Serie A        | 18    | 0      |
| 2009/10 | Chelsea     | Vlag van Engeland | Premier League | 1     | 0      |
| 2009/10 | Dinamo Kiev | Vlag van Oekraïne | Premjer Liha   | 21    | 7      |
| 2010/11 | Dinamo Kiev | Vlag van Oekraïne | Premjer Liha   | 18    | 10     |
| 2011/12 | Dinamo Kiev | Vlag van Oekraïne | Premjer Liha   | 16    | 6      |
| Totaal  | Totaal      | Totaal            | Totaal         | 446   | 219    |

## Trainerscarrière
Al in 2012 werd Sjevtsjenko de positie van bondscoach van het Oekraïens voetbalelftal aangeboden, maar dat aanbod weigerde hij. Later werd hij de assistent van bondscoach Michajlo Fomenko. Op 15 juli 2016 volgde hij Fomenko op, die zijn functie neerlegde na het teleurstellend verlopen EK 2016. Op 7 november 2021 werd Sjevtsjenko voor drie seizoenen aangesteld als hoofdtrainer van Genoa. Op 15 januari 2022 werd Sjevtsjenko na amper twee maanden ontslagen bij Genoa vanwege teleurstellende resultaten.

## Erelijst
| Competitie            |             |                                             |             |             |
| Competitie            | Aantal      | Jaren                                       |             |             |
| Dynamo Kiev           | Dynamo Kiev | Dynamo Kiev                                 | Dynamo Kiev | Dynamo Kiev |
| --------------------- | ----------- | ------------------------------------------- | ----------- | ----------- |
| Vysjtsja Liha         | 5x          | 1994/95, 1995/96, 1996/97, 1997/98, 1998/99 |             |             |
| Beker van Oekraïne    | 3x          | 1995/96, 1997/98, 1998/99                   |             |             |
| Oekraïense Supercup   | 1x          | 2011                                        |             |             |
| GOS-beker             | 3x          | 1996, 1997, 1998                            |             |             |
| AC Milan              |             |                                             |             |             |
| UEFA Champions League | 1x          | 2002/03                                     |             |             |
| UEFA Super Cup        | 1x          | 2003                                        |             |             |
| Serie A               | 1x          | 2003/04                                     |             |             |
| Coppa Italia          | 1x          | 2002/03                                     |             |             |
| Supercoppa Italiana   | 1x          | 2004                                        |             |             |
| Chelsea               |             |                                             |             |             |
| FA Cup                | 1x          | 2006/07                                     |             |             |
| Football League Cup   | 1x          | 2006/07                                     |             |             |

## Golf
Al voordat hij naar AC Milan ging begon hij ook golf te spelen om de stress in zijn leven te verminderen. Hij mocht in 2013 als beroemde amateur meedoen aan de eerste editie van de Kharkov Superior Cup die deel uitmaakt van de Europese Challenge Tour.